# MBC 뉴스 25
《MBC 뉴스 25》(MBC NEWS 25)는 대한민국 MBC TV에서 매주 월요일~화요일 밤 12시 30분, 수요일 밤 12시 10분, 목요일 밤 11시 45분, 금요일 새벽 1시 등에 방송되는 마감 및 심야뉴스 프로그램이다.

## 프로그램 소개
MBC를 대표하는 심야 뉴스

## 개요
2017년 8월 10일부터 MBC 파업으로 인해 종영되었다가 2025년 2월 17일부터 7년 만에 재개되었다.

## 방송 시간
- 기본 편성표에는 매일(공휴일 제외) 공통 밤 12시 전후에 방송된다.
- 긴급·특집 뉴스가 방송되면 MBC 뉴스특보·특집 MBC 뉴스 25로 방송·편성된다.

| 방송 채널 | 방송 기간                           | 방송 시간 |
| --------- | ----------------------------------- | --- |
| MBC TV    | 1978년 10월 6일 ~ 1980년 9월 7일    | 매일 밤 11시 30분 ~ 11시 40분 (10분) |
| MBC TV    | 1981년 5월 25일 ~ 1982년 1월 3일    | 매일 밤 11시 30분 ~ 11시 40분 (10분) |
| MBC TV    | 1980년 9월 8일 ~ 1980년 12월 8일    | 평일 밤 11시 50분 ~ 12시 (10분) |
| MBC TV    | 1982년 4월 19일 ~ 1984년 10월 19일  | 평일 밤 11시 50분 ~ 12시 (10분) |
| MBC TV    | 1982년 1월 4일 ~ 1982년 2월 12일    | 평일 밤 11시 35분 ~ 11시 45분 (10분) |
| MBC TV    | 1982년 2월 15일 ~ 1982년 4월 16일   | 평일 밤 11시 5분 ~ 11시 15분 (10분) |
| MBC TV    | 1984년 10월 22일 ~ 1986년 10월 31일 | 평일 밤 11시 35분 ~ 12시 (25분) |
| MBC TV    | 1986년 11월 3일 ~ 1987년 4월 3일    | 월요일 ~ 화요일, 금요일 밤 11시 35분 ~ 12시 (25분) 수요일 ~ 목요일 밤 11시 50분 ~ 12시 (10분) |
| MBC TV    | 1987년 4월 6일 ~ 1987년 5월 8일     | 월요일 밤 11시 35분 ~ 12시 (25분) 화요일 ~ 금요일 밤 11시 50분 ~ 12시 (10분) |
| MBC TV    | 1987년 5월 11일 ~ 1987년 10월 9일   | 평일 밤 11시 40분 ~ 12시 10분 (30분) |
| MBC TV    | 1987년 10월 12일 ~ 1988년 5월 6일   | 평일 밤 11시 40분 ~ 12시 (20분) |
| MBC TV    | 1989년 4월 17일 ~ 1989년 10월 27일  | 평일 밤 11시 40분 ~ 12시 (20분) |
| MBC TV    | 1991년 10월 7일 ~ 1992년 4월 3일    | 평일 밤 11시 40분 ~ 12시 (20분) |
| MBC TV    | 1988년 5월 9일 ~ 1988년 10월 21일   | 평일 밤 12시 ~ 12시 20분 (20분) |
| MBC TV    | 1988년 10월 24일 ~ 1989년 4월 14일  | 평일 밤 11시 45분 ~ 12시 (15분) |
| MBC TV    | 1989년 10월 30일 ~ 1991년 3월 1일   | 평일 밤 11시 45분 ~ 12시 (15분) |
| MBC TV    | 1993년 10월 18일 ~ 1994년 2월 18일  | 평일 밤 11시 45분 ~ 12시 (15분) |
| MBC TV    | 1991년 3월 4일 ~ 1991년 4월 19일    | 평일 밤 11시 45분 ~ 12시 10분 (25분) |
| MBC TV    | 1991년 4월 22일 ~ 1991년 10월 4일   | 평일 밤 12시 ~ 12시 30분 (30분) |
| MBC TV    | 1992년 4월 6일 ~ 1992년 8월 14일    | 평일 밤 11시 40분 ~ 11시 55분 (15분) |
| MBC TV    | 1992년 8월 17일 ~ 1993년 2월 5일    | 월요일 ~ 수요일, 금요일 밤 11시 40분 ~ 11시 55분 (15분) 목요일 밤 11시 50분 ~ 11시 55분 (5분) |
| MBC TV    | 1993년 2월 8일 ~ 1993년 4월 9일     | 월요일 ~ 수요일 밤 11시 40분 ~ 11시 55분 (15분) 목요일 밤 11시 50분 ~ 11시 55분 (5분) 금요일 밤 11시 45분 ~ 12시 (15분)                                                                            |
| MBC TV    | 1993년 4월 12일 ~ 1993년 5월 21일   | 월요일 ~ 수요일 밤 11시 40분 ~ 12시 (20분) 목요일 밤 11시 50분 ~ 12시 (10분) 금요일 밤 11시 45분 ~ 12시 (15분)                                                                                     |
| MBC TV    | 1993년 5월 24일 ~ 1993년 10월 15일  | 월요일, 수요일 ~ 목요일 밤 11시 45분 ~ 12시 (15분) 화요일 밤 11시 40분 ~ 12시 (20분) 금요일 밤 11시 50분 ~ 12시 (10분)                                                                             |
| MBC TV    | 1994년 2월 21일 ~ 1994년 4월 8일    | 월요일 ~ 목요일 밤 11시 45분 ~ 12시 (15분) 금요일 밤 12시 15분 ~ 12시 30분 (15분) |
| MBC TV    | 1994년 4월 11일 ~ 1994년 10월 21일  | 월요일 ~ 목요일 밤 11시 40분 ~ 11시 55분 (15분) 금요일 밤 12시 5분 ~ 12시 20분 (15분) |
| MBC TV    | 1994년 10월 24일 ~ 1995년 4월 14일  | 월요일 ~ 목요일 밤 11시 40분 ~ 11시 55분 (15분) 금요일 밤 12시 40분 ~ 새벽 1시 (20분) |
| MBC TV    | 1995년 4월 17일 ~ 1995년 9월 1일    | 월요일 ~ 목요일 밤 11시 45분 ~ 12시 (15분) 금요일 밤 12시 50분 ~ 새벽 1시 (10분) |
| MBC TV    | 1995년 9월 4일 ~ 1995년 10월 13일   | 월요일 ~ 화요일, 목요일 밤 11시 50분 ~ 12시 (10분) 수요일 밤 12시 45분 ~ 12시 55분 (10분) 금요일 밤 12시 ~ 12시 10분 (10분) 월요일 ~ 화요일, 목요일 밤 12시 55분 ~ 새벽 1시 (5분)                  |
| MBC TV    | 1995년 10월 16일 ~ 1996년 3월 1일   | 월요일 ~ 화요일, 목요일 밤 11시 50분 ~ 12시 5분 (15분) 수요일 밤 12시 45분 ~ 새벽 1시 (15분) 금요일 밤 12시 ~ 12시 15분 (15분)                                                                     |
| MBC TV    | 1996년 3월 4일 ~ 1996년 10월 18일   | 월요일 ~ 목요일 밤 12시 45분 ~ 새벽 1시 (15분) 금요일 밤 12시 50분 ~ 새벽 1시 (10분) |
| MBC TV    | 1996년 10월 21일 ~ 1997년 3월 1일   | 월요일 ~ 화요일, 목요일 ~ 금요일 밤 11시 50분 ~ 12시 (10분) 수요일 밤 12시 50분 ~ 새벽 1시 (10분) 토요일 밤 12시 30분 ~ 12시 35분 (5분)                                                            |
| MBC TV    | 1997년 3월 3일 ~ 1997년 5월 16일    | 월요일 ~ 화요일 밤 11시 50분 ~ 12시 10분 (20분) 수요일 밤 12시 45분 ~ 새벽 1시 (15분) 목요일 밤 12시 10분 ~ 12시 30분 (20분) 금요일 밤 12시 ~ 12시 20분 (20분)                                     |
| MBC TV    | 1997년 5월 19일 ~ 1997년 10월 17일  | 월요일 ~ 목요일 밤 11시 50분 ~ 12시 10분 (20분) 금요일 밤 12시 ~ 12시 20분 (20분) |
| MBC TV    | 1997년 10월 20일 ~ 1998년 4월 17일  | 월요일 ~ 목요일 밤 11시 50분 ~ 12시 10분 (20분) 금요일 밤 12시 ~ 12시 15분 (15분) |
| MBC TV    | 1998년 4월 20일 ~ 1999년 5월 7일    | 월요일 ~ 목요일 밤 11시 50분 ~ 12시 10분 (20분) 금요일 밤 12시 5분 ~ 12시 20분 (15분) |
| MBC TV    | 1999년 5월 10일 ~ 1999년 10월 15일  | 월요일 ~ 목요일 밤 11시 55분 ~ 12시 15분 (20분) 금요일 밤 12시 5분 ~ 12시 20분 (15분) |
| MBC TV    | 1999년 10월 18일 ~ 1999년 11월 19일 | 월요일 ~ 수요일 밤 11시 50분 ~ 12시 10분 (20분) 목요일 밤 12시 40분 ~ 새벽 1시 (20분) 금요일 밤 12시 5분 ~ 12시 20분 (15분)                                                                        |
| MBC TV    | 1999년 11월 22일 ~ 2000년 5월 12일  | 월요일 ~ 수요일 밤 12시 ~ 12시 20분 (20분) 목요일 밤 12시 40분 ~ 새벽 1시 (20분) 금요일 밤 12시 5분 ~ 12시 20분 (15분)                                                                             |
| MBC TV    | 2000년 5월 15일 ~ 2000년 10월 27일  | 월요일 ~ 수요일, 금요일 밤 12시 ~ 12시 20분 (20분) 목요일 밤 12시 35분 ~ 12시 55분 (20분) |
| MBC TV    | 2000년 10월 30일 ~ 2001년 11월 2일  | 월요일 ~ 수요일 밤 12시 ~ 12시 20분 (20분) 목요일 밤 12시 35분 ~ 12시 55분 (20분) 금요일 밤 12시 ~ 12시 15분 (15분)                                                                                |
| MBC TV    | 2001년 11월 5일 ~ 2002년 2월 15일   | 월요일 ~ 목요일 밤 12시 ~ 12시 20분 (20분) 금요일 새벽 1시 15분 ~ 1시 25분 (10분) |
| MBC TV    | 2002년 2월 18일 ~ 2002년 3월 8일    | 월요일 ~ 목요일 밤 12시 10분 ~ 12시 30분 (20분) 금요일 새벽 1시 15분 ~ 1시 25분 (10분) |
| MBC TV    | 2002년 3월 11일 ~ 2002년 3월 22일   | 월요일 ~ 목요일 밤 12시 5분 ~ 12시 30분 (25분) 금요일 새벽 1시 15분 ~ 1시 25분 (10분) |
| MBC TV    | 2002년 3월 25일 ~ 2002년 3월 29일   | 월요일 ~ 목요일 밤 12시 5분 ~ 12시 30분 (25분) 금요일 새벽 1시 35분 ~ 1시 45분 (10분) |
| MBC TV    | 2002년 4월 1일 ~ 2002년 4월 5일     | 월요일 ~ 수요일 밤 12시 5분 ~ 12시 25분 (20분) 목요일 밤 12시 45분 ~ 12시 55분 (10분) 금요일 밤 11시 45분 ~ 12시 5분 (20분)                                                                        |
| MBC TV    | 2002년 4월 22일 ~ 2002년 4월 26일   | 월요일 ~ 수요일 밤 12시 5분 ~ 12시 25분 (20분) 목요일 밤 12시 45분 ~ 12시 55분 (10분) 금요일 밤 11시 45분 ~ 12시 5분 (20분)                                                                        |
| MBC TV    | 2002년 5월 6일 ~ 2002년 5월 10일    | 월요일 ~ 수요일 밤 12시 5분 ~ 12시 25분 (20분) 목요일 밤 12시 45분 ~ 12시 55분 (10분) 금요일 밤 11시 45분 ~ 12시 5분 (20분)                                                                        |
| MBC TV    | 2002년 4월 8일 ~ 2002년 4월 12일    | 월요일 ~ 수요일 밤 12시 5분 ~ 12시 25분 (20분) 목요일 밤 12시 5분 ~ 12시 15분 (10분) 금요일 밤 11시 45분 ~ 12시 5분 (20분)                                                                         |
| MBC TV    | 2002년 4월 15일 ~ 2002년 4월 19일   | 월요일 ~ 수요일 밤 12시 5분 ~ 12시 25분 (20분) 목요일 새벽 1시 15분 ~ 1시 25분 (10분) 금요일 밤 11시 45분 ~ 12시 5분 (20분)                                                                        |
| MBC TV    | 2002년 4월 29일 ~ 2002년 5월 3일    | 월요일 ~ 수요일 밤 12시 5분 ~ 12시 25분 (20분) 목요일 밤 12시 45분 ~ 12시 55분 (10분) 금요일 밤 12시 5분 ~ 12시 25분 (20분)                                                                        |
| MBC TV    | 2002년 5월 13일 ~ 2002년 5월 16일   | 월요일 ~ 수요일 밤 12시 5분 ~ 12시 25분 (20분) 목요일 밤 12시 ~ 12시 10분 (10분) |
| MBC TV    | 2002년 5월 20일 ~ 2002년 5월 24일   | 월요일 ~ 수요일 밤 12시 5분 ~ 12시 25분 (20분) 목요일 새벽 1시 5분 ~ 1시 10분 (20분) 금요일 밤 11시 55분 ~ 12시 15분 (20분)                                                                        |
| MBC TV    | 2002년 5월 27일 ~ 2002년 5월 31일   | 월요일 ~ 수요일 밤 12시 5분 ~ 12시 25분 (20분) 목요일 밤 12시 10분 ~ 12시 30분 (20분) 금요일 새벽 1시 30분 ~ 1시 50분 (20분)                                                                       |
| MBC TV    | 2002년 6월 3일                      | 월요일 밤 12시 15분 ~ 12시 35분 (20분) |
| MBC TV    | 2002년 7월 1일 ~ 2002년 9월 27일    | 월요일 ~ 수요일 밤 12시 5분 ~ 12시 25분 (20분) 목요일 밤 12시 45분 ~ 12시 50분 (5분) 금요일 밤 11시 45분 ~ 12시 5분 (20분)                                                                         |
| MBC TV    | 2002년 9월 30일 ~ 2002년 10월 4일   | 월요일 ~ 수요일 밤 12시 5분 ~ 12시 25분 (20분) 목요일 밤 12시 45분 ~ 12시 55분 (10분) 금요일 밤 11시 45분 ~ 12시 5분 (20분)                                                                        |
| MBC TV    | 2002년 10월 7일 ~ 2002년 10월 11일  | 월요일 ~ 수요일 밤 12시 5분 ~ 12시 25분 (20분) 목요일 밤 12시 10분 ~ 12시 20분 (10분) 금요일 밤 11시 45분 ~ 12시 5분 (20분)                                                                        |
| MBC TV    | 2002년 10월 14일 ~ 2003년 4월 25일  | 월요일 ~ 수요일 밤 12시 5분 ~ 12시 25분 (20분) 목요일 밤 12시 45분 ~ 12시 50분 (5분) 금요일 밤 11시 45분 ~ 12시 5분 (20분)                                                                         |
| MBC TV    | 2003년 4월 28일 ~ 2003년 8월 8일    | 월요일 ~ 수요일 밤 12시 ~ 12시 20분 (20분) 목요일 밤 11시 45분 ~ 11시 50분 (5분) 금요일 밤 11시 55분 ~ 12시 15분 (20분)                                                                            |
| MBC TV    | 2003년 8월 18일 ~ 2003년 10월 31일  | 월요일 ~ 수요일 밤 12시 ~ 12시 20분 (20분) 목요일 밤 11시 45분 ~ 11시 50분 (5분) 금요일 밤 11시 55분 ~ 12시 15분 (20분)                                                                            |
| MBC TV    | 2003년 8월 11일 ~ 2003년 8월 15일   | 월요일 ~ 수요일 밤 12시 ~ 12시 20분 (20분) 목요일 밤 11시 45분 ~ 11시 50분 (5분) 금요일 밤 12시 5분 ~ 12시 25분 (20분)                                                                             |
| MBC TV    | 2003년 11월 3일 ~ 2003년 12월 19일  | 월요일 ~ 수요일 밤 12시 ~ 12시 20분 (20분) 목요일 밤 11시 45분 ~ 11시 50분 (5분) 금요일 밤 12시 5분 ~ 12시 20분 (15분)                                                                             |
| MBC TV    | 2004년 1월 5일 ~ 2004년 2월 20일    | 월요일 ~ 수요일 밤 12시 ~ 12시 20분 (20분) 목요일 밤 11시 45분 ~ 11시 50분 (5분) 금요일 밤 12시 5분 ~ 12시 20분 (15분)                                                                             |
| MBC TV    | 2003년 12월 22일 ~ 2003년 12월 26일 | 월요일 ~ 수요일 밤 12시 ~ 12시 20분 (20분) 목요일 밤 12시 45분 ~ 12시 50분 (5분) 금요일 밤 12시 5분 ~ 12시 20분 (15분)                                                                             |
| MBC TV    | 2003년 12월 29일 ~ 2004년 1월 1일   | 월요일 ~ 화요일 밤 11시 55분 ~ 12시 15분 (20분) 목요일 밤 12시 15분 ~ 12시 20분 (5분) |
| MBC TV    | 2004년 2월 23일 ~ 2004년 2월 27일   | 월요일 ~ 수요일 밤 12시 ~ 12시 20분 (20분) 목요일 밤 11시 45분 ~ 11시 50분 (5분) 금요일 밤 12시 15분 ~ 12시 20분 (15분)                                                                            |
| MBC TV    | 2004년 3월 1일 ~ 2004년 3월 5일     | 월요일 ~ 수요일 밤 12시 ~ 12시 20분 (20분) 목요일 밤 11시 45분 ~ 11시 50분 (5분) 금요일 밤 12시 20분 ~ 12시 45분 (25분)                                                                            |
| MBC TV    | 2004년 3월 8일 ~ 2004년 3월 12일    | 월요일 ~ 수요일 밤 12시 ~ 12시 20분 (20분) 목요일 밤 12시 50분 ~ 12시 55분 (5분) 금요일 밤 12시 ~ 새벽 1시 (1시간)                                                                                 |
| MBC TV    | 2004년 3월 15일 ~ 2004년 3월 19일   | 월요일 ~ 수요일 밤 12시 ~ 12시 20분 (20분) 목요일 밤 12시 45분 ~ 12시 50분 (5분) 금요일 밤 12시 15분 ~ 12시 30분 (15분)                                                                            |
| MBC TV    | 2004년 3월 22일 ~ 2004년 4월 2일    | 월요일 ~ 수요일 밤 12시 ~ 12시 20분 (20분) 금요일 밤 12시 10분 ~ 12시 20분 (10분) |
| MBC TV    | 2004년 4월 5일 ~ 2004년 4월 9일     | 월요일 ~ 목요일 밤 12시 ~ 12시 20분 (20분) 금요일 밤 12시 10분 ~ 12시 25분 (15분) |
| MBC TV    | 2004년 4월 12일 ~ 2004년 4월 16일   | 월요일 밤 12시 ~ 12시 20분 (20분) 수요일, 금요일 밤 12시 25분 ~ 12시 45분 (20분) |
| MBC TV    | 2004년 4월 19일 ~ 2004년 4월 23일   | 월요일 ~ 수요일 밤 12시 ~ 12시 20분 (20분) 목요일 새벽 1시 5분 ~ 1시 10분 (5분) 금요일 밤 12시 50분 ~ 12시 55분 (5분)                                                                              |
| MBC TV    | 2004년 4월 26일 ~ 2004년 4월 30일   | 월요일 ~ 수요일 밤 12시 ~ 12시 20분 (20분) 목요일 밤 12시 50분 ~ 12시 55분 (5분) 금요일 밤 12시 10분 ~ 12시 25분 (15분)                                                                            |
| MBC TV    | 2004년 5월 3일 ~ 2004년 5월 7일     | 월요일 ~ 수요일 밤 12시 ~ 12시 20분 (20분) 목요일 밤 12시 50분 ~ 12시 55분 (5분) 금요일 밤 12시 5분 ~ 12시 10분 (5분)                                                                              |
| MBC TV    | 2004년 5월 10일 ~ 2004년 5월 21일   | 월요일 ~ 수요일 밤 12시 ~ 12시 20분 (20분) 목요일 밤 12시 50분 ~ 12시 55분 (5분) 금요일 밤 12시 15분 ~ 12시 20분 (5분)                                                                             |
| MBC TV    | 2004년 5월 24일 ~ 2004년 6월 18일   | 월요일 ~ 수요일 밤 12시 ~ 12시 20분 (20분) 목요일 밤 12시 45분 ~ 12시 50분 (5분) 금요일 밤 12시 5분 ~ 12시 10분 (5분)                                                                              |
| MBC TV    | 2004년 6월 21일 ~ 2004년 6월 25일   | 월요일 ~ 수요일 밤 12시 ~ 12시 20분 (20분) 금요일 밤 12시 5분 ~ 12시 20분 (5분) |
| MBC TV    | 2004년 6월 28일 ~ 2004년 7월 30일   | 월요일 ~ 수요일 밤 12시 ~ 12시 20분 (20분) 목요일 밤 12시 45분 ~ 12시 50분 (5분) 금요일 밤 12시 5분 ~ 12시 10분 (5분)                                                                              |
| MBC TV    | 2004년 8월 2일 ~ 2004년 7월 30일    | 월요일 ~ 수요일 밤 12시 ~ 12시 20분 (20분) 목요일 밤 12시 ~ 12시 10분 (10분) 금요일 밤 12시 30분 ~ 12시 35분 (5분)                                                                                 |
| MBC TV    | 2004년 8월 9일 ~ 2004년 8월 13일    | 월요일 ~ 수요일 밤 12시 ~ 12시 20분 (20분) 목요일 밤 12시 45분 ~ 12시 50분 (5분) 금요일 밤 12시 30분 ~ 12시 35분 (5분)                                                                             |
| MBC TV    | 2004년 8월 16일 ~ 2004년 8월 20일   | 월요일 밤 11시 30분 ~ 11시 35분 (5분) 화요일 밤 12시 5분 ~ 12시 20분 (15분) 수요일 ~ 금요일 밤 12시 20분 ~ 12시 35분 (15분)                                                                        |
| MBC TV    | 2004년 8월 23일 ~ 2002년 8월 27일   | 월요일 ~ 목요일 밤 12시 ~ 12시 15분 (15분) 금요일 밤 12시 5분 ~ 12시 20분 (15분) |
| MBC TV    | 2004년 8월 30일 ~ 2002년 9월 17일   | 월요일 ~ 수요일 밤 12시 ~ 12시 20분 (20분) 금요일 밤 12시 15분 ~ 12시 20분 (5분) |
| MBC TV    | 2004년 9월 20일 ~ 2002년 9월 24일   | 월요일 ~ 수요일 밤 12시 ~ 12시 20분 (20분) 목요일 밤 11시 45분 ~ 11시 50분 (5분) 금요일 밤 12시 15분 ~ 12시 20분 (5분)                                                                             |
| MBC TV    | 2004년 9월 30일 ~ 2004년 10월 1일   | 월요일 ~ 수요일 밤 12시 ~ 12시 20분 (20분) 목요일 ~ 금요일 밤 12시 15분 ~ 12시 20분 (5분) |
| MBC TV    | 2004년 10월 4일 ~ 2004년 10월 8일   | 월요일 ~ 수요일 밤 12시 ~ 12시 20분 (20분) 목요일 밤 11시 45분 ~ 11시 50분 (5분) 금요일 밤 12시 5분 ~ 12시 10분 (5분)                                                                              |
| MBC TV    | 2004년 10월 11일 ~ 2004년 10월 15일 | 월요일 ~ 수요일 밤 12시 ~ 12시 20분 (20분) 목요일 밤 11시 45분 ~ 11시 50분 (5분) 금요일 밤 12시 30분 ~ 12시 50분 (20분)                                                                            |
| MBC TV    | 2004년 10월 18일 ~ 2004년 10월 22일 | 월요일 ~ 수요일 밤 12시 ~ 12시 20분 (20분) 금요일 밤 12시 30분 ~ 12시 50분 (20분) |
| MBC TV    | 2004년 10월 25일 ~ 2004년 10월 29일 | 월요일 ~ 수요일 밤 12시 ~ 12시 20분 (20분) 목요일 새벽 1시 ~ 1시 5분 (5분) 금요일 밤 12시 30분 ~ 12시 50분 (20분)                                                                                  |
| MBC TV    | 2004년 11월 1일 ~ 2004년 11월 5일   | 월요일 ~ 수요일 밤 12시 ~ 12시 20분 (20분) 목요일 밤 12시 45분 ~ 12시 50분 (5분) 금요일 밤 12시 45분 ~ 새벽 1시 5분 (20분)                                                                         |
| MBC TV    | 2004년 11월 8일 ~ 2004년 11월 12일  | 월요일 ~ 수요일 밤 12시 ~ 12시 20분 (20분) 목요일 밤 12시 30분 ~ 12시 35분 (5분) 금요일 밤 12시 30분 ~ 12시 50분 (20분)                                                                            |
| MBC TV    | 2004년 11월 15일 ~ 2004년 11월 26일 | 월요일 ~ 수요일 밤 12시 ~ 12시 20분 (20분) 목요일 밤 12시 45분 ~ 12시 50분 (5분) 금요일 밤 12시 30분 ~ 12시 50분 (20분)                                                                            |
| MBC TV    | 2004년 11월 29일 ~ 2004년 12월 3일  | 월요일 ~ 수요일 밤 12시 ~ 12시 20분 (20분) 금요일 밤 12시 50분 ~ 새벽 1시 10분 (20분) |
| MBC TV    | 2004년 12월 6일 ~ 2004년 12월 10일  | 월요일 ~ 수요일 밤 12시 ~ 12시 20분 (20분) 금요일 밤 12시 30분 ~ 12시 50분 (20분) |
| MBC TV    | 2004년 12월 13일 ~ 2004년 12월 17일 | 월요일 ~ 수요일 밤 12시 ~ 12시 20분 (20분) 목요일 밤 12시 45분 ~ 12시 50분 (5분) 금요일 새벽 1시 ~ 1시 20분 (20분)                                                                                 |
| MBC TV    | 2004년 12월 20일 ~ 2004년 12월 24일 | 월요일 ~ 수요일, 금요일 밤 12시 ~ 12시 20분 (20분) 목요일 밤 12시 45분 ~ 12시 50분 (5분) |
| MBC TV    | 2004년 12월 27일 ~ 2004년 12월 30일 | 월요일 ~ 목요일 밤 12시 ~ 12시 20분 (20분) |
| MBC TV    | 2005년 1월 3일 ~ 2005년 1월 7일     | 월요일 ~ 수요일 밤 12시 ~ 12시 20분 (20분) 목요일 밤 12시 45분 ~ 12시 50분 (5분) 금요일 밤 12시 25분 ~ 12시 45분 (20분)                                                                            |
| MBC TV    | 2005년 1월 10일 ~ 2005년 1월 14일   | 월요일 ~ 수요일 밤 12시 ~ 12시 20분 (20분) 목요일 밤 12시 45분 ~ 12시 50분 (5분) 금요일 밤 12시 20분 ~ 12시 40분 (20분)                                                                            |
| MBC TV    | 2005년 1월 17일 ~ 2005년 1월 21일   | 월요일 ~ 수요일 밤 12시 ~ 12시 20분 (20분) 목요일 밤 12시 45분 ~ 12시 50분 (5분) 금요일 밤 12시 45분 ~ 새벽 1시 5분 (20분)                                                                         |
| MBC TV    | 2005년 1월 24일 ~ 2005년 1월 28일   | 월요일 ~ 수요일 밤 12시 ~ 12시 20분 (20분) 목요일 밤 12시 45분 ~ 12시 50분 (5분) 금요일 밤 12시 10분 ~ 12시 30분 (20분)                                                                            |
| MBC TV    | 2005년 1월 31일 ~ 2005년 2월 4일    | 월요일 ~ 수요일 밤 12시 ~ 12시 20분 (20분) 목요일 밤 12시 45분 ~ 12시 50분 (5분) 금요일 밤 12시 15분 ~ 12시 35분 (20분)                                                                            |
| MBC TV    | 2005년 2월 7일 ~ 2005년 2월 11일    | 월요일 ~ 목요일 밤 12시 15분 ~ 12시 35분 (20분) 금요일 밤 12시 35분 ~ 12시 55분 (20분) |
| MBC TV    | 2005년 2월 14일 ~ 2005년 4월 1일    | 월요일 ~ 수요일 밤 12시 ~ 12시 20분 (20분) 목요일 밤 12시 45분 ~ 12시 50분 (5분) 금요일 밤 12시 35분 ~ 12시 55분 (20분)                                                                            |
| MBC TV    | 2005년 4월 4일 ~ 2005년 4월 8일     | 월요일 ~ 수요일, 금요일 밤 12시 ~ 12시 20분 (20분) 목요일 밤 12시 45분 ~ 12시 50분 (5분) |
| MBC TV    | 2005년 4월 11일 ~ 2005년 4월 15일   | 월요일 ~ 수요일 밤 12시 ~ 12시 20분 (20분) 목요일 밤 12시 45분 ~ 12시 50분 (5분) 금요일 밤 12시 30분 ~ 12시 50분 (20분)                                                                            |
| MBC TV    | 2005년 4월 18일 ~ 2005년 4월 22일   | 월요일 ~ 수요일 밤 12시 ~ 12시 20분 (20분) 목요일 밤 12시 45분 ~ 12시 50분 (5분) 금요일 밤 12시 15분 ~ 12시 35분 (20분)                                                                            |
| MBC TV    | 2005년 4월 25일 ~ 2005년 10월 21일  | 월요일 ~ 수요일 밤 12시 ~ 12시 20분 (20분) 목요일 밤 12시 45분 ~ 12시 50분 (5분) 금요일 밤 12시 35분 ~ 12시 55분 (20분)                                                                            |
| MBC TV    | 2005년 10월 24일 ~ 2005년 10월 28일 | 월요일 ~ 화요일 밤 12시 ~ 12시 20분 (20분) 수요일 밤 12시 5분 ~ 12시 25분 (5분) 목요일 밤 12시 ~ 12시 5분 (5분) 금요일 밤 12시 35분 ~ 12시 55분 (20분)                                             |
| MBC TV    | 2005년 10월 31일 ~ 2006년 2월 3일   | 월요일 ~ 수요일 밤 12시 ~ 12시 20분 (20분) 목요일 밤 12시 ~ 12시 5분 (5분) 금요일 밤 12시 35분 ~ 12시 55분 (20분)                                                                                  |
| MBC TV    | 2006년 2월 6일 ~ 2006년 2월 10일    | 월요일 ~ 수요일 밤 12시 ~ 12시 20분 (20분) 목요일 밤 11시 55분 ~ 12시 5분 (10분) 금요일 밤 12시 35분 ~ 12시 55분 (20분)                                                                            |
| MBC TV    | 2006년 2월 13일 ~ 2006년 2월 24일   | 월요일 ~ 수요일 밤 12시 ~ 12시 20분 (20분) 목요일 밤 12시 ~ 12시 5분 (5분) 금요일 밤 12시 35분 ~ 12시 55분 (20분)                                                                                  |
| MBC TV    | 2006년 2월 27일 ~ 2006년 3월 3일    | 월요일 ~ 화요일 밤 12시 ~ 12시 20분 (20분) 수요일 밤 11시 55분 ~ 12시 15분 (20분) 목요일 밤 12시 15분 ~ 12시 20분 (5분) 금요일 밤 12시 35분 ~ 12시 55분 (20분)                                     |
| MBC TV    | 2006년 3월 6일 ~ 2006년 3월 31일    | 월요일 ~ 화요일 밤 12시 ~ 12시 20분 (20분) 수요일 밤 12시 15분 ~ 12시 25분 (20분) 목요일 밤 11시 55분 ~ 12시 5분 (10분) 금요일 밤 12시 40분 ~ 12시 55분 (15분)                                     |
| MBC TV    | 2006년 4월 3일 ~ 2006년 4월 28일    | 월요일 ~ 화요일 밤 12시 ~ 12시 20분 (20분) 수요일 밤 12시 15분 ~ 12시 25분 (20분) 목요일 밤 11시 55분 ~ 12시 5분 (10분) 금요일 밤 12시 40분 ~ 1시 (20분)                                           |
| MBC TV    | 2006년 5월 1일 ~ 2006년 5월 5일     | 월요일 ~ 수요일 밤 12시 5분 ~ 12시 25분 (20분) 목요일 밤 12시 5분 ~ 12시 15분 (10분) 금요일 밤 12시 45분 ~ 1시 (15분)                                                                              |
| MBC TV    | 2006년 5월 8일 ~ 2006년 5월 12일    | 월요일 밤 12시 15분 ~ 12시 25분 (20분) 화요일 밤 12시 10분 ~ 12시 30분 (20분) 수요일 밤 12시 20분 ~ 12시 40분 (20분) 목요일 밤 11시 55분 ~ 12시 5분 (10분) 금요일 밤 12시 40분 ~ 1시 (20분)        |
| MBC TV    | 2006년 5월 15일 ~ 2006년 5월 23일   | 월요일 밤 12시 20분 ~ 12시 30분 (10분) 화요일 밤 12시 10분 ~ 12시 30분 (20분) 수요일 밤 12시 15분 ~ 12시 25분 (10분) 목요일 밤 12시 ~ 12시 10분 (10분) 금요일 밤 12시 40분 ~ 1시 (20분)            |
| MBC TV    | 2006년 5월 29일 ~ 2006년 6월 2일    | 월요일 밤 12시 20분 ~ 12시 30분 (10분) 화요일 밤 12시 ~ 12시 25분 (25분) 목요일 밤 12시 10분 ~ 12시 20분 (10분) 금요일 밤 12시 50분 ~ 1시 10분 (20분)                                              |
| MBC TV    | 2006년 6월 5일 ~ 2006년 6월 8일     | 월요일 밤 12시 10분 ~ 12시 20분 (10분) 화요일 밤 11시 55분 ~ 12시 20분 (25분) 수요일 밤 12시 10분 ~ 12시 20분 (10분) 목요일 밤 11시 55분 ~ 12시 15분 (20분)                                        |
| MBC TV    | 2006년 6월 12일 ~ 2006년 6월 16일   | 월요일 ~ 화요일 밤 12시 ~ 12시 20분 (20분) 수요일 밤 12시 15분 ~ 12시 20분 (5분) 목요일 밤 11시 55분 ~ 12시 5분 (10분) 금요일 밤 12시 40분 ~ 12시 50분 (10분)                                      |
| MBC TV    | 2006년 6월 19일 ~ 2006년 6월 23일   | 월요일 밤 12시 ~ 12시 20분 (20분) ~ 화요일 ~ 금요일 새벽 1시 ~ 1시 20분 (20분) 목요일 밤 11시 55분 ~ 12시 5분 (10분) 금요일 밤 12시 40분 ~ 12시 50분 (10분)                                        |
| MBC TV    | 2006년 7월 3일 ~ 2006년 7월 7일     | 월요일 밤 12시 15분 ~ 12시 25분 (10분) 화요일 밤 12시 15분 ~ 12시 40분 (25분) 수요일 밤 12시 15분 ~ 12시 25분 (10분) 목요일 밤 11시 55분 ~ 12시 5분 (10분) 금요일 밤 12시 40분 ~ 1시 (20분)        |
| MBC TV    | 2006년 7월 11일 ~ 2006년 7월 14일   | 화요일 밤 12시 ~ 12시 25분 (25분) 수요일 밤 12시 15분 ~ 12시 25분 (10분) 목요일 밤 11시 55분 ~ 12시 5분 (10분) 금요일 밤 12시 40분 ~ 1시 (20분)                                                    |
| MBC TV    | 2006년 7월 17일 ~ 2006년 8월 11일   | 월요일, 수요일 밤 12시 5분 ~ 12시 35분 (30분) 화요일 밤 12시 ~ 12시 30분 (25분) 목요일 밤 11시 55분 ~ 12시 5분 (10분) 금요일 밤 12시 40분 ~ 1시 (20분)                                             |
| MBC TV    | 2006년 8월 21일 ~ 2006년 9월 1일    | 월요일, 수요일 밤 12시 5분 ~ 12시 35분 (30분) 화요일 밤 12시 ~ 12시 30분 (25분) 목요일 밤 11시 55분 ~ 12시 5분 (10분) 금요일 밤 12시 40분 ~ 1시 (20분)                                             |
| MBC TV    | 2006년 8월 14일 ~ 2006년 8월 18일   | 월요일 밤 12시 5분 ~ 12시 25분 (20분) 화요일 밤 12시 ~ 12시 30분 (25분) 수요일 밤 12시 5분 ~ 12시 35분 (30분) 목요일 밤 11시 55분 ~ 12시 5분 (10분) 금요일 밤 12시 40분 ~ 1시 (20분)               |
| MBC TV    | 2006년 9월 4일 ~ 2006년 9월 8일     | 월요일 밤 12시 15분 ~ 12시 35분 (20분) 화요일 밤 12시 10분 ~ 12시 30분 (20분) 수요일 밤 12시 5분 ~ 12시 35분 (30분) 목요일 밤 11시 55분 ~ 12시 5분 (10분) 금요일 밤 12시 40분 ~ 1시 (20분)         |
| MBC TV    | 2006년 9월 11일 ~ 2006년 9월 15일   | 월요일 밤 12시 15분 ~ 12시 35분 (20분) 화요일 밤 12시 10분 ~ 12시 30분 (20분) 수요일 밤 12시 5분 ~ 12시 40분 (40분) 목요일 새벽 1시 ~ 1시 55분 (55분) 금요일 밤 12시 40분 ~ 1시 (20분)             |
| MBC TV    | 2006년 9월 18일 ~ 2006년 9월 27일   | 월요일 밤 12시 15분 ~ 12시 35분 (20분) 화요일 밤 12시 10분 ~ 12시 30분 (20분) 수요일 밤 12시 15분 ~ 12시 35분 (30분) 목요일 밤 12시 ~ 12시 10분 (10분) 금요일 밤 12시 40분 ~ 1시 (20분)            |
| MBC TV    | 2006년 10월 2일 ~ 2006년 10월 4일   | 월요일 ~ 수요일 밤 12시 25분 ~ 12시 40분 (20분) |
| MBC TV    | 2006년 10월 9일 ~ 2006년 10월 13일  | 월요일 밤 12시 ~ 12시 55분 (20분) 화요일 밤 12시 10분 ~ 12시 50분 (40분) 수요일 밤 12시 15분 ~ 12시 35분 (20분) 목요일 밤 12시 15분 ~ 12시 25분 (10분) 금요일 밤 12시 40분 ~ 1시 (20분)            |
| MBC TV    | 2006년 10월 16일 ~ 2006년 10월 20일 | 월요일 밤 12시 15분 ~ 12시 35분 (20분) 화요일 밤 12시 10분 ~ 12시 50분 (40분) 수요일 밤 12시 5분 ~ 12시 35분 (30분) 목요일 밤 12시 15분 ~ 12시 25분 (10분) 금요일 밤 12시 40분 ~ 1시 (20분)        |
| MBC TV    | 2006년 10월 23일 ~ 2006년 10월 27일 | 월요일 밤 12시 15분 ~ 12시 35분 (20분) 화요일 밤 12시 10분 ~ 12시 50분 (40분) 수요일 밤 12시 10분 ~ 12시 40분 (30분) 목요일 밤 12시 15분 ~ 12시 25분 (10분) 금요일 밤 12시 40분 ~ 1시 (20분)       |
| MBC TV    | 2006년 10월 30일 ~ 2006년 11월 3일  | 월요일 밤 12시 15분 ~ 12시 35분 (20분) 화요일 밤 12시 25분 ~ 12시 35분 (10분) 수요일 밤 12시 10분 ~ 12시 40분 (30분) 목요일 밤 12시 15분 ~ 12시 25분 (10분) 금요일 밤 12시 40분 ~ 1시 (20분)       |
| MBC TV    | 2006년 11월 6일 ~ 2006년 11월 10일  | 월요일 밤 12시 15분 ~ 12시 35분 (20분) 화요일 밤 12시 25분 ~ 12시 35분 (10분) 수요일 밤 12시 10분 ~ 12시 40분 (30분) 목요일 밤 12시 ~ 12시 10분 (10분) 금요일 밤 12시 40분 ~ 1시 (20분)            |
| MBC TV    | 2006년 11월 20일 ~ 2006년 12월 1일  | 월요일 밤 12시 15분 ~ 12시 35분 (20분) 화요일 밤 12시 25분 ~ 12시 35분 (10분) 수요일 밤 12시 10분 ~ 12시 40분 (30분) 목요일 밤 12시 ~ 12시 10분 (10분) 금요일 밤 12시 40분 ~ 1시 (20분)            |
| MBC TV    | 2006년 11월 13일 ~ 11월 17일        | 월요일 밤 12시 15분 ~ 12시 35분 (20분) 화요일 밤 12시 25분 ~ 12시 35분 (10분) 수요일 밤 12시 10분 ~ 12시 40분 (30분) 목요일 밤 12시 10분 ~ 12시 15분 (10분) 금요일 밤 12시 40분 ~ 1시 (20분)       |
| MBC TV    | 2006년 12월 4일 ~ 2007년 4월 6일    | 월요일 밤 12시 15분 ~ 12시 35분 (20분) 화요일 밤 12시 10분 ~ 12시 30분 (20분) 수요일 밤 12시 10분 ~ 12시 40분 (30분) 목요일 밤 12시 15분 ~ 12시 25분 (10분) 금요일 밤 12시 40분 ~ 1시 (20분)       |
| MBC TV    | 2007년 4월 9일 ~ 2007년 5월 25일    | 월요일 밤 12시 15분 ~ 12시 40분 (25분) 화요일 밤 12시 10분 ~ 12시 30분 (20분) 수요일 밤 12시 5분 ~ 12시 35분 (30분) 목요일 밤 12시 ~ 12시 10분 (10분) 금요일 밤 12시 40분 ~ 1시 (20분)             |
| MBC TV    | 2012년 4월 9일 ~ 2012년 4월 27일    | 월요일 ~ 화요일 밤 12시 55분 ~ 1시 5분 (10분) 수요일 밤 12시 10분 ~ 12시 20분 (10분) 목요일 밤 12시 25분 ~ 12시 35분 (10분) 금요일 밤 12시 15분 ~ 12시 25분 (10분)                                 |
| MBC TV    | 2014년 11월 17일 ~ 2014년 11월 21일 | 월요일 밤 11시 55분 ~ 12시 15분 (30분) 화요일 ~ 목요일 밤 12시 25분 ~ 1시 15분 (50분) 금요일 밤 12시 40분 ~ 1시 5분 (25분) 목요일 밤 12시 15분 ~ 12시 25분 (10분) 금요일 밤 12시 40분 ~ 1시 (20분) |
| MBC TV    | 2014년 11월 24일 ~ 2015년 4월 3일   | 월요일 밤 12시 15분 ~ 12시 45분 (30분) 화요일 밤 12시 10분 ~ 12시 20분 (10분) 수요일 ~ 목요일 밤 12시 25분 ~ 1시 15분 (50분) 금요일 밤 12시 40분 ~ 1시 (20분)                                      |
| MBC TV    | 일자 미상 ~ 2017년 8월 4일          | 월요일 밤 12시 10분 ~ 12시 20분 (20분) 화요일 밤 12시 5분 ~ 12시 15분 (10분) 수요일, 금요일 밤 12시 35분 ~ 밤 12시 55분 (20분) 목요일 밤 12시 30분 ~ 12시 50분 (20분)                              |
| MBC TV    | 2017년 8월 7일 ~ 2017년 8월 10일    | 월요일 밤 12시 35분 ~ 12시 55분 (20분) 화요일 밤 12시 5분 ~ 12시 15분 (10분) 수요일 밤 12시 40분 ~ 1시 (20분) 목요일 밤 12시 10분 ~ 12시 30분 (20분)                                               |
| MBC TV    | 2025년 2월 17일 ~ 2025년 2월 21일   | 월요일, 수요일 밤 12시 15분 ~ 12시 30분 (15분) 화요일 밤 12시 45분 ~ 새벽 1시 (15분) 목요일 밤 11시 45분 ~ 12시 (15분) 매주 금요일 새벽 1시 ~ 1시 15분 (15분)                                      |
| MBC TV    | 2025년 2월 24일 ~ 2025년 2월 28일   | 월요일 밤 12시 30분 ~ 12시 50분 (20분) 화요일 밤 12시 10분 ~ 12시 30분 (20분) 수요일 밤 12시 15분 ~ 12시 35분 (20분) 목요일 밤 11시 45분 ~ 12시 5분 (20분) 금요일 새벽 1시 ~ 1시 20분 (20분)       |
| MBC TV    | 2025년 3월 3일 ~ 현재               | 월요일 밤 12시 30분 ~ 12시 50분 (20분) 화요일 밤 12시 50분 ~ 새벽 1시 10분 (20분) 수요일 밤 12시 15분 ~ 12시 35분 (20분) 목요일 밤 11시 45분 ~ 12시 5분 (20분) 금요일 새벽 1시 ~ 1시 20분 (20분)   |

## 앵커

### 남성
| 대수 | 진행자                      | 진행 기간                           | 비고        |
| ---- | --------------------------- | ----------------------------------- | ----------- |
| 1대  | 이은명 前 기자              | 1981년 5월 25일 ~ 1984년            |             |
| 2대  | 정병수 前 기자              | 1984년 ~ 1986년                     |             |
| 3대  | 손석희 前 기자/아나운서국장 | 1986년 ~ 1987년                     |             |
| 4대  | 추성춘 前 기자              | 1987년 ~ 1988년                     |             |
| 5대  | 정동영 前 기자              | 1988년 ~ 1989년                     |             |
| 6대  | 이창섭 前 아나운서          | 1989년 ~ 일자 미상                  |             |
| 7대  | 성경환 前 아나운서          | 1994년 10월 17일 ~ 1995년 9월 3일   |             |
| 8대  | 신동호 前 아나운서          | 1995년 9월 4일 ~ 1996년 3월 3일     |             |
| 9대  | 김창옥 前 아나운서          | 1996년 3월 4일 ~ 1996년 10월 20일   |             |
| 10대 | 성경환 前 아나운서          | 1996년 10월 21일 ~ 1997년 10월 19일 | [ 1 ]       |
| 11대 | 김창옥 前 아나운서          | 1997년 10월 20일 ~ 1998년 4월 19일  | [ 2 ]       |
| 12대 | 황헌 前 논설위원            | 1998년 4월 20일 ~ 2000년 10월 29일  |             |
| 13대 | 김세용 前 기자              | 2000년 10월 30일 ~ 2002년 1월 20일  |             |
| 14대 | 김상수 前 기자              | 2002년 1월 21일 ~ 2003년 4월 27일   |             |
| 15대 | 홍순관 前 기자              | 2004년 4월 5일~2005년 4월 24일      |             |
| 16대 | 김상수 前 기자              | 2005년 3월 14일 ~ 2008년 3월 23일   | [ 3 ] [ 4 ] |
| 17대 | 정희석 기자                 | 2012년 4월 10일 ~ 2012년 5월 13일   |             |
| 18대 | 박용찬 前 논설위원실장      | 2013년 11월 18일 ~ 2014년 5월 4일   | [ 5 ]       |
| 19대 | 성경섭 前 논설위원          | 2014년 5월 12일 ~ 2014년 12월 28일  | [ 6 ]       |
| 20대 | 여홍규 기자                 | 2025년 2월 17일 ~ 현재              |             |

### 여성
| 대수 | 진행자                          | 진행 기간                          | 비고   |
| ---- | ------------------------------- | ---------------------------------- | ------ |
| 1대  | 박영선 前 기자                  | 1983년 ~ 1994년 10월 9일           |        |
| 2대  | 최율미 기획국 정책협력부장      | 1994년 10월 10일 ~ 1995년 9월 3일  |        |
| 3대  | 하지은 前 아나운서              | 1995년 9월 4일 ~ 1996년 10월 22일  |        |
| 4대  | 김은혜 前 기자                  | 2004년 3월 29일 ~ 2004년 4월 4일   |        |
| 5대  | 김성경 前 아나운서              | 2004년 4월 5일 ~ 2005년            |        |
| 6대  | 최현정 前 아나운서              | 2006년 5월 1일 ~ 2007년 11월 5일   |        |
| 7대  | 차미연 아나운서국 아나운서1부장 | 2007년 11월 5일 ~ 2008년 3월 23일  |        |
| 8대  | 김주하 前 기자                  | 2008년 3월 24일 ~ 2011년 11월 20일 | [ 9 ]  |
| 9대  | 김수진 기자                     | 2011년 11월 21일 ~ 2012년 1월 22일 |        |
| 10대 | 박보경 前 아나운서              | 2012년 5월 14일 ~ 2012년 10월 7일  |        |
| 11대 | 유선경 아나운서                 | 2012년 10월 8일 ~ 2013년 3월 17일  |        |
| 12대 | 김초롱 아나운서                 | 2013년 3월 18일 ~ 2013년 11월 17일 |        |
| 13대 | 김소영 前 아나운서              | 2015년 1월 1일 ~ 2015년 11월 8일   | [ 10 ] |
| 14대 | 류수민 아나운서                 | 2015년 11월 9일 ~ 2017년 12월 25일 | [ 11 ] |

## 타이틀 변천사
- 현재 타이틀은 2025년 2월 17일부터 기준으로 한다.

| 기수 | 타이틀                   | 방송 기간                          |
| ---- | ------------------------ | ---------------------------------- |
| 1기  | MBC 뉴스                 | 1978년 10월 6일 ~ 1979년 8월 17일  |
| 2기  | MBC 마감뉴스             | 1979년 8월 20일 ~ 1980년 12월 8일  |
| 3기  | MBC 뉴스의 눈            | 1981년 5월 25일 ~ 1982년 10월 15일 |
| 4기  | MBC 마감뉴스             | 1982년 10월 18일 ~ 1983년 3월 25일 |
| 5기  | MBC 뉴스데이트           | 1983년 3월 28일 ~ 1984년 10월 19일 |
| 6기  | MBC 0시 뉴스             | 1984년 10월 22일 ~ 1989년 4월 21일 |
| 7기  | MBC 마감뉴스             | 1989년 4월 24일 ~ 1995년 9월 1일   |
| 8기  | MBC 뉴스 24 MBC 마감뉴스 | 1995년 9월 4일 ~ 1995년 10월 13일  |
| 9기  | MBC 뉴스 24              | 1995년 10월 16일 ~ 1996년 3월 1일  |
| 10기 | MBC 마감뉴스             | 1996년 3월 4일 ~ 1996년 10월 18일  |
| 11기 | MBC 뉴스레이더           | 1996년 10월 21일 ~ 1998년 4월 17일 |
| 12기 | MBC 마감뉴스             | 1998년 4월 20일 ~ 2002년 3월 8일   |
| 13기 | MBC 뉴스 24              | 2002년 3월 11일 ~ 2017년 8월 10일  |
| 14기 | MBC 뉴스 25              | 2025년 2월 17일 ~ 현재             |

## 경쟁 심야 뉴스 프로그램
- KBS 뉴스라인 W, KBS 뉴스 (2400) (주말) (이상 KBS 1TV)
- SBS 나이트라인 (SBS TV)